# 波爾托貝利略
波爾托貝利略（西班牙語：Portobelillo），是巴拿馬的城鎮，位於該國中南部，由埃雷拉省的帕里塔區負責管轄，面積27平方公里，海拔高度49米，2010年人口892，人口密度每平方公里33人。